# 市原王
市原王（日语：いちはらおう；？（一説養老三年（719年））—763年），奈良時代的日本皇族，官位最高擔任正五位下造東大寺長官。

## 經歷
天平11年（739年）起，任寫經司舍人。天平15年（743年），官階升至從五位下。聖武天皇時，經写一切経所長官，並兼任玄蕃頭、備中守。天平18年（746年）後，歷任金光明寺造佛長官、造東大寺司知事，擔任大佛營造的監督者。天平感宝元年（749年），聖武天皇在東大寺行幸之際，把他升至從五位上。
- 天平宝字7年（763年）中，卒去並引退。

## 人物
《萬葉集》中有採錄他的詩篇8首。

## 官歷
- 天平11年（739年） 7月：写寫經舎舍知[3]
- 天平15年（743年） 5月5日：從五位下
- 天平感宝元年（749年） 4月14日：從五位上
- 天平勝宝2年（750年） 12月9日：正五位下
- 天平宝字4年（760年） 6月7日：山作司（光明皇太后崩御）
- 天平宝字7年（763年） 1月9日：攝津大夫。4月14日：造東大寺長官。5月：御執經所長官[3]

## 系譜
- 父：安貴王（日语：安貴王）
- 母：紀小鹿
- 妻：能登內親王（日语：能登内親王）（光仁天皇皇女）
  - 男子：春原五百枝（日语：春原五百枝）（760－830）
  - 女子：五百井女王（日语：五百井女王）（？－817）

## 脚注
1. ↑  大森[1985: 13]
2. ↑  『万葉集』巻3-0412,巻4-0662,巻6-0988,1007,1042,巻8-1546,1551,巻20-4500
3. 1 2  《大日本古文書》